# Diodontus tristis
Diodontus tristis är en stekelart som först beskrevs av Pierre Léonard Vander Linden 1829.  Diodontus tristis ingår i släktet Diodontus, och familjen Crabronidae. Enligt den finländska rödlistan är arten akut hotad i Finland. Enligt den svenska rödlistan är arten nära hotad i Sverige. Arten förekommer i Götaland, Öland och Svealand. Arten har tidigare förekommit på Gotland och Nedre Norrland men är numera lokalt utdöd. Artens livsmiljö är åsmoskogar.